# Aplauso (Chile)
Aplauso fue un estelar chileno realizado por Canal 13 entre marzo y diciembre de 1980, con la dirección televisiva de Gonzalo Bertrán, la orquesta del maestro Juan Azúa y la conducción de César Antonio Santis.
Era transmitido desde el Casino Municipal de Viña del Mar y en él participaron artistas nacionales e internacionales. También aparecieron famosos humoristas como Coco Legrand, Bigote Arrocet, Enrique Pinti y Juan Verdaguer.

## Invitados
Durante las 15 emisiones que el programa tuvo en 1980 se presentaron importantes artistas, entre los cuales destacaron:
- Demis Roussos
- Richard Anthony
- Francis Cabrel
- Patrick Hernández
- Juan Bau
- Sergio y Estíbaliz
- Trigo Limpio
- Michelle Phillips
- Mary MacGregor
- Maureen McGovern
- Abbe Lane
- Angela Bofill
- Jeane Manson
- The Manhattans
- Leroy Gómez, quien se presentó en solitario tras haber dejado el grupo Santa Esmeralda.
- Richie Havens
- Billy Preston
- Malcolm Roberts
- Riccardo Cocciante
- Nicola di Bari
- Gianni Bella
- Gianni Nazzaro
- Hernaldo Zúñiga
- Valeria Lynch
- Raúl Lavié
- Alberto Cortez
- Bebu Silvetti, cuya composición "Piano" se convirtió en la melodía característica de presentación y cierre.
- Morris Albert
- Elizeth Cardoso
- Benito di Paula
- Antonio Prieto
- Los Cuatro Cuartos
- Gloria Simonetti
- José Alfredo Fuentes
- Nino García, quien presentó el tema de su autoría "Sin Razón" con el que participó en el Festival OTI 1980, realizado en Argentina.

## Auspiciador
- Seven Up

- Datos: Q25411821